# 물 프리트
물 프리트(프랑스어: moules-frites)는 벨기에의 담치·감자 요리이다. 찐 담치 요리인 물 마리니에르와 감자 튀김을 함께 내는 것으로, 프랑스에서도 인기가 있다. 벨기에의 국민 음식 가운데 하나이기도 하다.

## 이름
프랑스어 "물(moules)"은 "담치"를 뜻하는 명사 "물(moule)"의 복수형이며, "프리트(frites)"는 "감자 튀김"을 뜻하는 명사 "프리트(frite)"의 복수형이다.

## 만들기
담치를 마리니에르 소스에 쪄 낸 물 마리니에르에 감자 튀김을 곁들여 낸다.

## 같이 보기
- 스테크 프리트